# Black Hammock (Florida)
Black Hammock ist  ein census-designated place (CDP) im Seminole County im US-Bundesstaat Florida mit 1.195 Einwohnern (Stand: 2020). 

## Geographie
Black Hammock grenzt im Norden an den Lake Jesup, im Süden direkt an die Stadt Oviedo und liegt rund 15 km südöstlich von Sanford sowie etwa 20 km nordöstlich von Orlando. 

## Demographische Daten
Laut der Volkszählung 2010 verteilten sich die damaligen 1144 Einwohner auf 413 Haushalte. 90,9 % der Bevölkerung bezeichneten sich als Weiße, 3,1 % als Afroamerikaner, 0,3 % als Indianer und 1,4 % als Asian Americans. 2,7 % gaben die Angehörigkeit zu einer anderen Ethnie und 1,7 % zu mehreren Ethnien an. 9,4 % der Bevölkerung bestand aus Hispanics oder Latinos.
Im Jahr 2010 lebten in 32,5 % aller Haushalte Kinder unter 18 Jahren sowie 20,5 % aller Haushalte Personen mit mindestens 65 Jahren. 75,2 % der Haushalte waren Familienhaushalte (bestehend aus verheirateten Paaren mit oder ohne Nachkommen bzw. einem Elternteil mit Nachkomme). Die durchschnittliche Größe eines Haushalts lag bei 2,69 Personen und die durchschnittliche Familiengröße bei 3,07 Personen.
25,2 % der Bevölkerung waren jünger als 20 Jahre, 18,9 % waren 20 bis 39 Jahre alt, 39,1 % waren 40 bis 59 Jahre alt und 16,7 % waren mindestens 60 Jahre alt. Das mittlere Alter betrug 44 Jahre. 52,4 % der Bevölkerung waren männlich und 47,6 % weiblich.
Das durchschnittliche Jahreseinkommen lag bei 54.083 $, dabei lebten 4,0 % der Bevölkerung unter der Armutsgrenze.